# بينيك أفوبي
بينيك أفوبي (بالإنجليزية: Benik Afobe)‏ مواليد 12 فبراير 1993 في إنجلترا، هو لاعب كرة قدم إنجليزي يلعب كمهاجم. مثّل منتخب إنجلترا لكرة القدم.

## المسيرة الاحترافية

### أندية لعب لها
- نادي آرسنال
- وولفرهامبتون واندررز

## روابط خارجية
- بينيك أفوبي على موقع اتحاد تركيا (لاعب) (الإنجليزية)
- بينيك أفوبي على موقع قاعدة بيانات كرة القدم.إي يو (الإنجليزية)
- بينيك أفوبي على موقع ناشيونال فوتبول تيمز (الإنجليزية)
- بينيك أفوبي على موقع Soccerbase.com (لاعب) (الإنجليزية)
- بينيك أفوبي على موقع Soccerway.com (الإنجليزية)
- بينيك أفوبي على موقع عالم كرة القدم.نت (الإنجليزية)
- بينيك أفوبي على موقع AS.com (الإسبانية)